# Rhytidoponera cerastes
Rhytidoponera cerastes é uma espécie de formiga do gênero Rhytidoponera.